# Tadanari Lee
Tadanari Lee (jap. 李 忠成, Ri Tadanari; * 19. Dezember 1985 in Tanashi) ist ein japanischer Fußballspieler auf der Position des Stürmers.
Lee wurde als Sohn in dritter Generation in Japan lebender Koreaner geboren. Sein koreanischer Name lautet Lee Chung-Sung, ebenso benutzte er seinen im Pass eingetragenen Namen Tadanari Ōyama (jap. 大山 忠成, Ōyama Tadanari). Lees Vater war ebenfalls Fußballer.

## Karriere

### Verein
Lee begann seine Profikarriere 2004 beim FC Tokio und wechselte 2005 zu Kashiwa Reysol, wo er bis 2009 spielte. Mit Kashiwa gelang ihm nach dem Abstieg 2005 2006 der direkte Wiederaufstieg in die J. League sowie 2008 der Einzug ins Finale des Kaiserpokals. 2009 wechselte er während der Saison zu Sanfrecce Hiroshima, wo er bis 2012 spielte. Am 25. Januar 2012 wechselte Lee zum FC Southampton in die zweite englische Liga; am Ende der Saison gelang ihm mit der Mannschaft der Aufstieg in die Premier League. Dort kam er jedoch nicht mehr zum Einsatz. Anfang 2013 wurde er für ein halbes Jahr an den FC Tokio ausgeliehen. Nach seiner Rückkehr wurde er in Southampton weiterhin nicht berücksichtigt. Anfang 2014 verpflichtete ihn Urawa Red Diamonds. Dort war er Stammspieler im Sturm und trat auch wieder als Torjäger in Erscheinung. Für Urawa absolvierte er bis Ende 2018 133 Spiele. 2019 wechselte er zum Ligakonkurrenten Yokohama F. Marinos nach Yokohama. Nach nur einem Jahr unterschrieb er 2020 einen Vertrag beim Zweitligisten Kyōto Sanga. Mit dem Verein aus Kyōto feierte er Ende 2021 die Vizemeisterschaft und den Aufstieg in die erste Liga. Für den Klub absolvierte er 22 Ligaspiele. Im Januar 2022 unterschrieb er einen Vertrag bei Albirex Niigata (Singapur). Der Verein spielt in der höchsten singapurischen Spielklasse, der Singapore Premier League. Albirex Niigata (Singapur) ist ein Ableger des Vereins japanischen Zweitligisten Albirex Niigata. Der Verein besteht fast ausschließlich aus japanischen Spielern. Am Ende der Saison feierte er mit Albirex die singapurische Meisterschaft. Am 19. Februar 2023 wurde er im Spiel des Singapore Community Shield. in der 76. Minute für Shuto Komaki eingewechselt. Albirex gewann das Spiel 3:0.

### Nationalmannschaft
Lee spielte zunächst in Jugendauswahlen der südkoreanischen Fußballnationalmannschaft, bevor er sich entschloss, für Japan anzutreten. Für die japanische U23 nahm er am Fußballturnier der Olympischen Spiele 2008 teil, scheiterte aber bereits in der Vorrunde. Sein Debüt für die A-Nationalmannschaft gab Lee am 9. Januar 2011 gegen Jordanien. Im Finale der Asienmeisterschaft 2011 gegen Australien erzielte er das entscheidende 1:0 und verhalf Japan somit zu seinem vierten Titel.

## Erfolge
Yokohama F. Marinos
- Japanischer Meister: 2019

Urawa Red Diamonds
- Japanischer Vizemeister: 2014, 2016

- Japanischer Pokalsieger: 2018

- Japanischer Ligapokalsieger: 2016

Sanfrecce Hiroshima
- Japanischer Ligapokalfinalist: 2010

Kyoto Sanga FC
- Japanischer Zweitligavizemeister: 2021  ▲

Albirex Niigata (Singapur)
- Singapurischer Meister: 2022, 2023
- Singapore Community Shield: 2023